# Шерли (роман)
„Шерли“ (енгл. Shirley) је друштвени роман енглеске књижевнице Шарлоте Бронте из 1849. Радња романа се одиграва у Јоркширу у периоду од 1811. до 1812, током индустријске кризе изазване Наполеоновим ратовима. У њему су обрађена четири опречна карактера: Роберт Мур (индустријалац, власник млина), Луис Мур (директор школе) и њихове љубави Каролина Хелстон и Шерли Килдар.
Шерли у себи спаја и релистичке и романтичарске тенденције. Роман је започет са намером да свет у њему буде приказан реалистично, што на почетку књиге свезнајући наратор потврђује речима: Очекујеш ли страсти, подстрек и мелодраму? Умири своја очекивања: сведи их на мању меру. Пред тобом се налази нешто стварно, сталожено, и темељно; нешто неромантично као понедељак ујутру... Поред реалистичких описа викторијанског друштва и радничке класе, у роману су осетни бројни упливи романтичарске поетике, у виду темперамента, атмосфере и елемената бајроновског јунака при концепцији ликова Шерли Хелстон и Роберта Мура. Фокусирајући се на тешке услове рада у викторијанским фабрикама, Шерли је близак појединим романима Чарлса Дикенса, Елизабете Гаскел и Џорџ Елиот, који тематизују живот радничке класе и поседују тендециозну црту позива на друштвене реформе.
Занимљиво је да је име Шерли, које се до тада давало махом мушкарцима, услед велике читаности романа постало једно од омиљених имена која се дају женским особама у Великој Британији. У самом роману отац је дао својој новорођеној кћерки име Шерли пошто је очекивао сина.
Књига је адаптирана у истоимени неми филм 1922.